# Latawce porwał wiatr
Latawce porwał wiatr – trzeci album solowy polskiego piosenkarza Jacka Lecha z 1977 roku, wydany przez Pronit.
Reżyser nagrania: Zofia Gajewska. Operator dźwięku: Janina Słotwińska. Projekt graficzny: C. Gawroński. Foto: Paweł Karpiński.

## Lista utworów
Strona A
1. „Raz po raz” (muz. Andrzej Januszko, sł. Wojciech Jagielski)
2. „Latawce porwał wiatr” (muz. Piotr Figiel, sł. Stanisław Halny)
3. „Kwiaty, które ci przyniosły” (muz. Jacek Lech, sł. Andrzej Kuryło)
4. „Po drugiej stronie snu” (muz. Andrzej Januszko, sł. Stanisław Halny, Janusz Kondratowicz)
5. „Pierwszy raz” (muz. Jacek Lech, sł. Tadeusz Drozda)
6. „Obrazek z tamtych lat” (muz. Piotr Figiel, sł. Janusz Kondratowicz)

Strona B
1. „Na otarcie łez” (muz. Piotr Figiel, sł. Wojciech Jagielski)
2. „Babie lato – wspomnienie nie na dziś” (muz. Wojciech Kacperski, sł. Stanisław Halny)
3. „Taką, jaką byłaś ty” (muz. Ryszard Poznakowski, sł. Bogdan Olewicz)
4. „Gdzie jest tamta miłość obiecana” (muz. Ryszard Poznakowski, sł. Bogdan Olewicz)
5. „Coś o niej” (muz. Karol Dragan, sł. Kalina Jerzykowska)